# Coin d'un bassin, Honfleur
Coin d'un bassin, Honfleur est une peinture à l'huile sur toile  de 81 × 65 cm, réalisée en 1886 par le peintre Georges Seurat, conservée au musée Kröller-Müller d'Otterlo.
Seurat a commencé ce tableau lors d'un voyage à Honfleur pendant l'été 1886, et il l'a abandonné tel quel, le bateau étant parti.